# Тихоненко, Иван Кондратьевич
Ива́н Кондра́тьевич Тихоненко (1918—1945) — старшина Рабоче-крестьянской Красной Армии, участник Великой Отечественной войны, Герой Советского Союза (1945).

## Биография
Иван Тихоненко родился в 1918 году в селе Черновка (ныне — Кочковский район Новосибирской области). После окончания начальной школы работал трактористом. В 1939 году Тихоненко был призван на службу в Рабоче-крестьянскую Красную Армию. С августа 1941 года — на фронтах Великой Отечественной войны.
К апрелю 1945 года старшина Иван Тихоненко командовал взводом 349-го стрелкового полка 26-й стрелковой дивизии 43-й армии 3-го Белорусского фронта. Отличился во время боёв в Восточной Пруссии. 6 апреля 1945 года в разгар боя за Кёнигсберг Тихоненко поднял в атаку свой взвод и прорвался дальше основных сил. Взводу удалось удержать захваченные позиции, отразив несколько немецких контратак. В том бою Тихоненко погиб. Похоронен в братской могиле в посёлке Чкаловск в черте Калининграда.
Указом Президиума Верховного Совета СССР от 19 апреля 1945 года старшина Иван Тихоненко посмертно был удостоен высокого звания Героя Советского Союза. Также был награждён орденами Ленина и Красной Звезды, рядом медалей.
В честь Тихоненко названа улица в Калининграде и установлен памятник на его родине.